# Manille
Pour les articles homonymes, voir Manille (homonymie).
Manille, officiellement la Ville de Manille (en tagalog Lungsod ng Maynila ; en filipino Maynila ; en anglais City of Manila ; en espagnol Ciudad de Manila) est la capitale des Philippines, et l'une des seize villes de l'aire métropolitaine de Manille, l'une des plus peuplées au monde. Cette dernière, qui se trouve sur la côte ouest de l'île de Luçon, constitue le Grand Manille (NCR ou Metro Manila), d'aucune province du pays. Elle se trouve sur la rive orientale de la baie de Manille. Les villes voisines sont Navotas et Caloocan au nord, Quezon au nord-est, San Juan et Mandaluyong à l'est, Makati au sud-est et Pasay au sud. 
Avec 1 846 513 habitants d'après le recensement de 2020, Manille est la deuxième ville des Philippines, par sa population, après la ville de Quezon. Cette population, concentrée sur une superficie d'à peine 38,55 km2, fait de Manille la ville la plus densément peuplée au monde. La région métropolitaine de Manille est l'aire urbaine la plus peuplée des Philippines et la onzième au monde avec une population estimée à 16 300 000. La mégapole est la douzième au monde et sa population est estimée à 19 888 419 habitants.
La ville est divisée en six districts législatifs et seize districts géographiques : Binondo (en), Ermita (en), Intramuros, Malate (en), Paco (en), Pandacan (en), port de Manille, Quiapo (en), Sampaloc (en), San Andres (en), San Miguel (en), San Nicolas (en), Santa Ana (en), Santa Cruz (en), Santa Mesa (en) et Tondo. À l'intérieur de leurs quartiers, on peut trouver des aires de commerces animés et la plupart des points historiques et culturels les plus importants comme le palais de Malacañan résidence officielle du président des Philippines et le siège du Départements exécutifs des Philippines. C'est le siège d'institutions scientifiques et éducatives, mais aussi de nombreux équipements sportifs. Tout cela fait de la ville un centre politique, commercial, culturel, éducatif, religieux et des transports majeur des Philippines.

## Étymologie
Le nom de Manille est l'adaptation en français du nom espagnol Manila, lui-même issu de tagalog Maynila. Le mot may signifie « à peu près », « beaucoup » ou « caractérisé par », « pourvu de » et nila désigne une espèce de manguier.

## Terminologie
La ville fut longtemps divisée en une ville coloniale, fortifiée et peuplée de colons européens, Manille à proprement parler, aujourd'hui désignée Intramuros et Binondo, la ville indigène, celle des Indios, plus peuplée. Dans le vocabulaire espagnol du XVIe siècle, le terme Indio désigne tout natif d'une des possessions espagnoles du Nouveau Monde et, par extension, des territoires colonisés après la découverte de l'Amérique, y compris en Asie.

## Histoire

### Chronologie

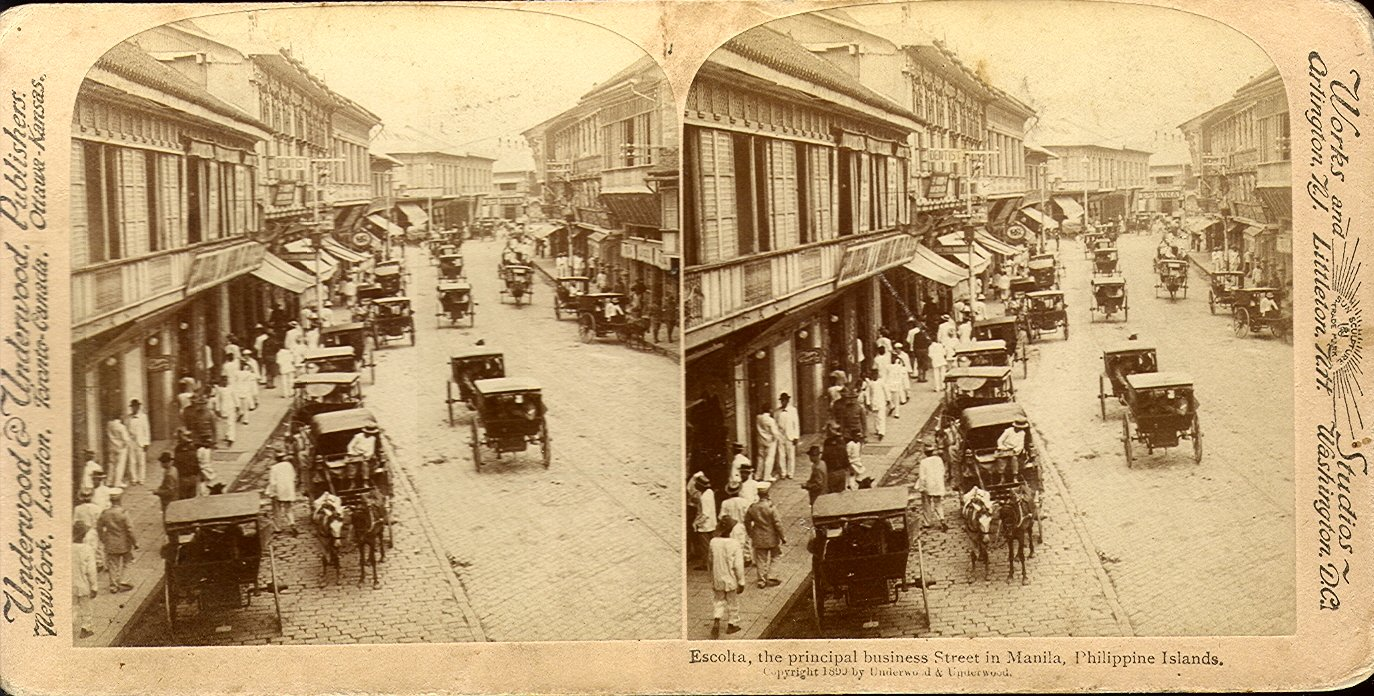
La rue commerciale principale, en 1899.

- 1571 : fondation de la ville par le conquistador Miguel López de Legazpi[6]. Les Espagnols s'y installent, et occupent les lieux jusqu'en 1898.
- À partir de 1573 : le galion de Manille relie officiellement Manille à Acapulco[7].
- 1583 : création de la première Audiencia (cour d'appel) à Manille. Supprimée en 1589, elle est de nouveau fondée en 1598[8].
- 1762-1764 : occupation britannique de Manille et Cavite, durant la guerre de Sept Ans[9].
- 1798 : raid britannique est effectué sur Manille.
- 1898 : durant la guerre hispano-américaine, les troupes américaines détruisent la flotte espagnole (bataille de la baie de Manille). Ils s'installent aux Philippines.
- 26 décembre 1941 : à la suite du bombardement de Pearl Harbor et à l'entrée des États-Unis dans la Seconde Guerre mondiale, les Américains abandonnent la ville et retirent toutes leurs installations militaires. L'aviation japonaise bombarde Manille, avant que l'armée impériale n'entre dans la ville le 2 janvier 1942.

- Février 1945 : la marine impériale japonaise ayant refusé d'évacuer le périmètre, les Alliés reprennent la ville, au prix d'intenses combats qui détruisent la cité et entraînent la mort d'environ 100 000 civils. L'événement reçut le surnom de massacre de Manille. Manille a été l'une des villes les plus ravagées pendant la Seconde Guerre mondiale, avec Nankin, Chongqing, Varsovie, Dresde, Hiroshima et Nagasaki.
- 1948 : la ville de Quezon devient la nouvelle capitale de la République des Philippines. Manille redevient la capitale du pays le 29 mai 1976, par décret du président Ferdinand Marcos.

## Géographie
Manille est située sur la rive orientale de la baie de Manille, à environ 1 300 km de l'Asie continentale. Le fleuve Pasig coupe la ville en son milieu et permet aux eaux du Laguna de Bay, située au sud-est de Manille, de se déverser dans la baie.
La quasi-totalité de la ville se trouve sur un sol alluvionnaire déplacé par le fleuve Pasig et gagné sur la baie de Manille. Ces terres ont cependant été substantiellement modifiées par l'homme, notamment le long du front de mer.
Certaines variations altimétriques ont aussi été égalisées par l'urbanisation de la ville.
Manille occupe une superficie de 38,55 km2 et est divisé en 897 barangays, la plus petite unité du gouvernement local des Philippines. Pour plus de commodités administratives, tous les barangays de Manille sont regroupés en 100 zones et qui sont ensuite regroupées en 16 districts, qui sont enfin regroupés dans les six circonscriptions électorales.

## Climat
| Mois                                | jan. | fév. | mars | avril | mai   | juin  | jui.  | août  | sep. | oct. | nov.  | déc. | année |
| ----------------------------------- | ---- | ---- | ---- | ----- | ----- | ----- | ----- | ----- | ---- | ---- | ----- | ---- | ----- |
| Température minimale moyenne (°C)   | 20,9 | 21,1 | 22,5 | 24    | 24,8  | 24,4  | 24,1  | 24    | 24   | 23,5 | 22,8  | 21,6 | 23,1  |
| Température moyenne (°C)            | 25,6 | 26,1 | 27,6 | 29,1  | 29,5  | 28,4  | 27,7  | 27,4  | 27,6 | 27,3 | 26,9  | 26   | 27,4  |
| Température maximale moyenne (°C)   | 30,2 | 31,1 | 32,8 | 34,3  | 34,2  | 32,4  | 31,3  | 31,8  | 31,1 | 31,2 | 31    | 30,3 | 31,8  |
| Précipitations (mm)                 | 6,3  | 3,3  | 7,1  | 9,3   | 113,4 | 272,7 | 341,2 | 398,3 | 326  | 230  | 120,4 | 48,8 | 2 201 |
| Nombre de jours avec précipitations | 1    | 1    | 1    | 1     | 7     | 14    | 16    | 19    | 17   | 13   | 9     | 5    | 104   |

## Démographie
| Année | Population | Évolution |
| ----- | ---------- | --------- |
| 1903  | 219 928    |           |
| 1918  | 285 306    | +29,7 %   |
| 1939  | 623 492    | +118,5 %  |
| 1948  | 983 906    | +57,8 %   |
| 1960  | 1 138 611  | +15,7 %   |
| 1970  | 1 330 788  | +16,9 %   |
| 1975  | 1 479 116  | +12,5 %   |
| 1980  | 1 630 485  | +8,9 %    |
| 1990  | 1 601 234  | -1,8 %    |
| 1995  | 1 654 761  | +3,3 %    |
| 2000  | 1 581 082  | -4,5 %    |
| 2007  | 1 660 714  | +5,0 %    |
| 2015  | 1 780 148  |           |

La municipalité de Manille au sens propre compte 1 660 714 habitants sur 38,55 km2 d'après le recensement de 2007, avec donc une densité de population de 43 079 hab./km2. La municipalité est ainsi l'une des municipalités les plus denses de la planète, si ce n'est la plus dense. Elle n'est pourtant que la deuxième municipalité des Philippines, par la taille, après Quezon. La population de Manille est composée à 91,5 % de chrétiens, à 4 % de musulmans, à 1,5 % de Chinois et à 3 % d'origine ethnique diverses[pas clair].
L'agglomération de Manille regroupe un grand nombre de quartiers suburbains dans l'entité de Metro Manila dont la population totale compte en 2015 12 877 253 habitants pour 636 km2, soit une densité de 20 770 hab./km2, l'agglomération étant considérée comme une ville mondiale avec un rang Beta+. En 2013 le taux de fécondité y était estimé à 2,30 enfants par femme.
Selon la Banque mondiale, 40 % des habitants vivent dans l'un des cinq cents bidonvilles de la ville[Quand ?][réf. souhaitée].

## Lieux d’intérêt

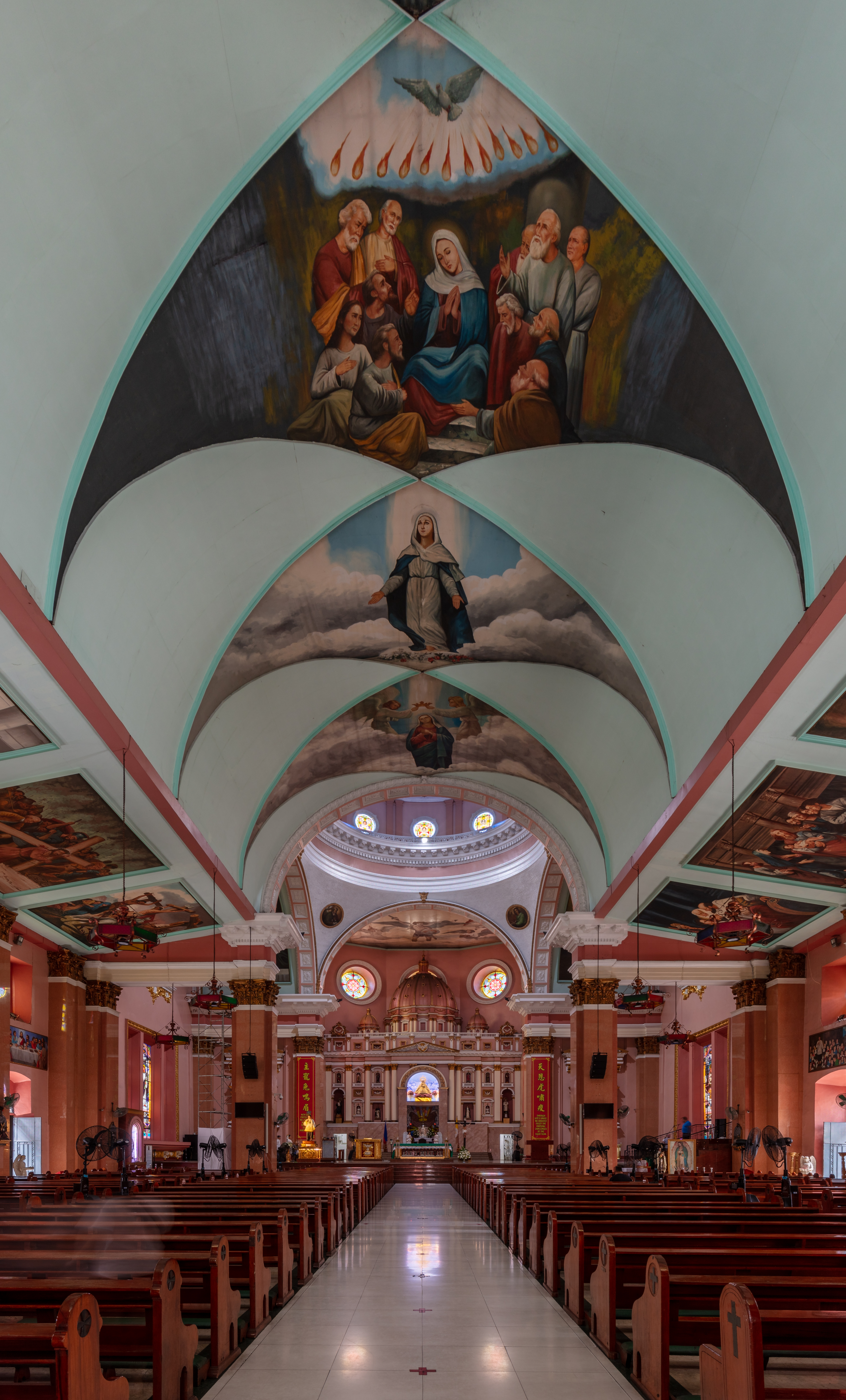
Voute de la basilique Saint-Lorenzo-Ruiz de Binondo à Manille. Cette église a été fondée en 1596 par les dominicains pour convertir les chinois. Elle a été détruite en 1762 par les anglais, reconstruite en 1852, et redétruite pendant la seconde guerre mondiale (août 2023).

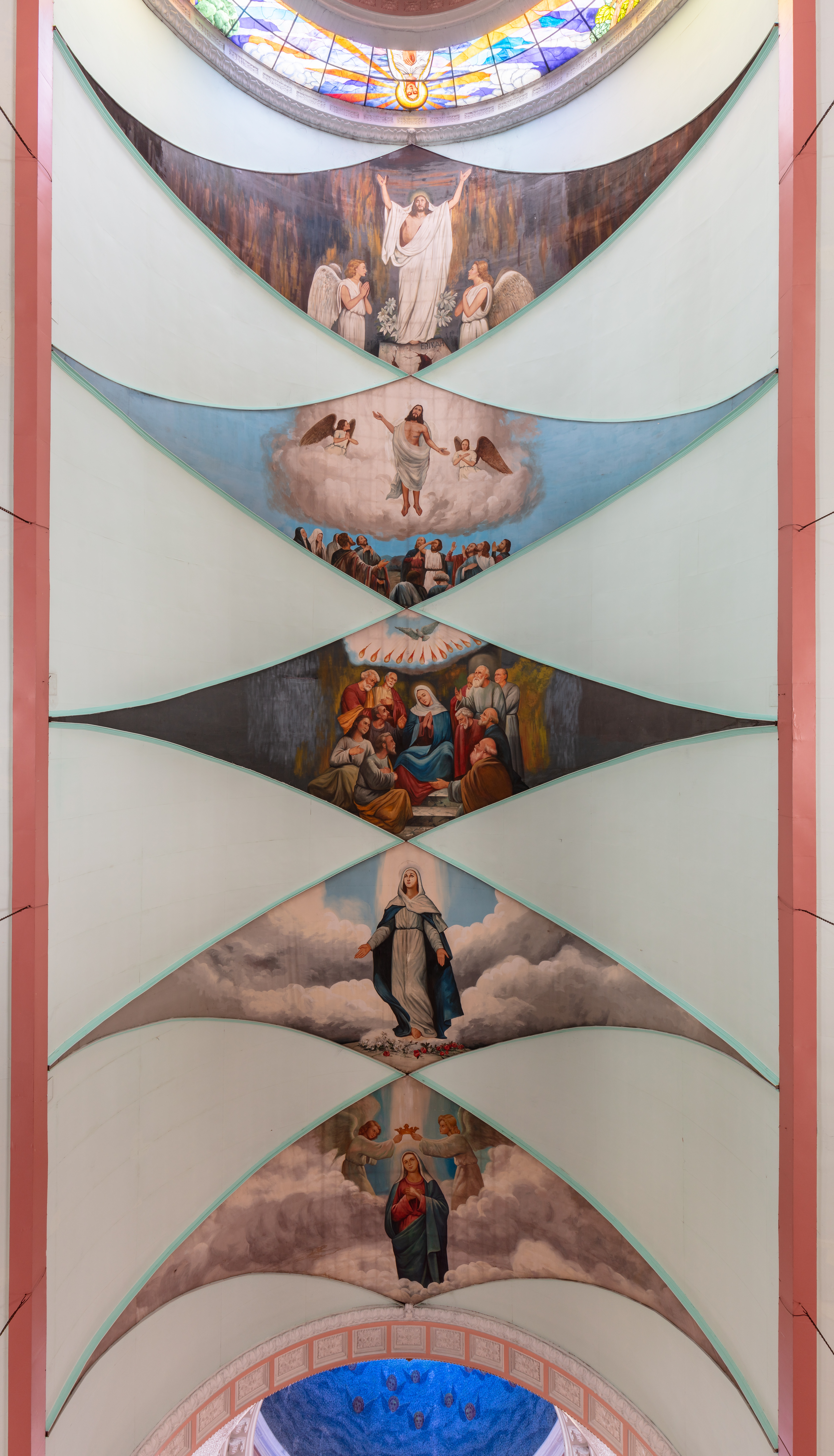
Au plafond de l'église de Binondo (août 2023).

La capitale présente un aspect très contrasté. Sur la rive sud du fleuve Pasig, s'étend l'ancien quartier colonial d'Intramuros, fondé en 1571 par les Espagnols, qui, dans une atmosphère paisible a conservé de surprenants exemples d'architecture du XVIIe siècle, et Rizal Park, parc central de Manille où se trouve le monument au héros national José Rizal. Plus au sud, les quartiers d'Ermita et Malate, autour de son église baroque, accueillent de nombreux bars et restaurants. C’est aussi là qu'on peut admirer le coucher du soleil sur la baie de Manille.
Au nord du fleuve Pasig, le quartier de Quiapo est célèbre pour son église en acier, la basilique Saint-Sébastien, son marché et sa basilique du Nazaréen noir d'où part la procession du Nazaréen noir tous les 9 janvier et qui rassemble des millions de dévots. Un peu plus loin le quartier de Binondo abrite le très authentique Chinatown de la ville. Un fascinant cimetière chinois se trouve tout au nord de la ville.

## Économie

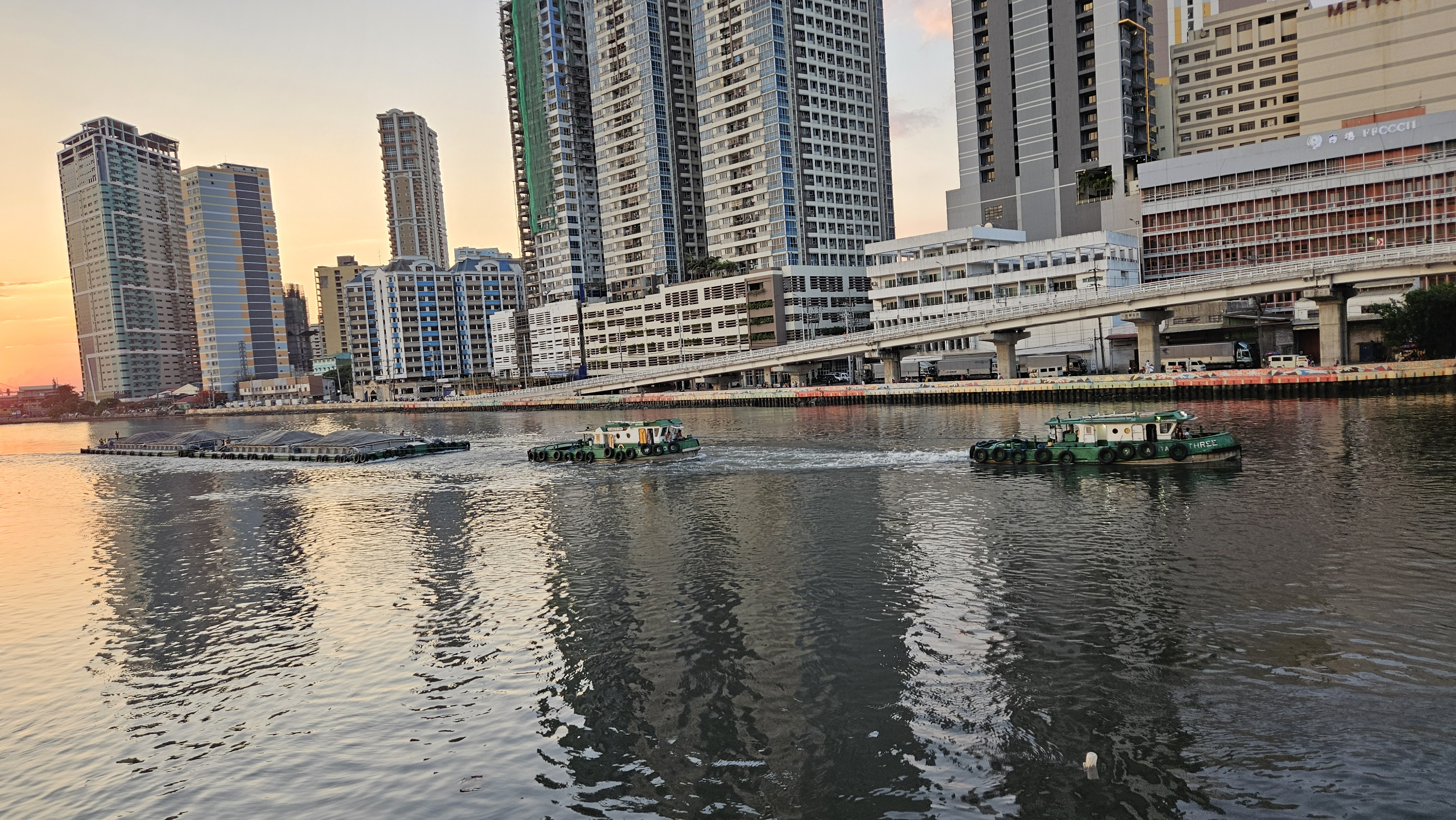
La Pasig à Manille.

Manille est le principal centre administratif, commercial, culturel et portuaire des Philippines. La rade de Manille abrite un important port maritime géré par International Container Terminal Services (en) En 2005, le port s'est classé 35e des plus grands ports à conteneur du monde avec un transit de 2,943 millions d'EVP, mais le port est cependant moins bien classé en ce qui concerne la totalité des flux où il se situe à une 94e place avec un transit de 46 148 millions de tonnes de marchandises.
Manille appartient à l'ensemble Metro Manila (Metropolitan Manila Area), une conurbation créée en 1975 par la réunion de 14 villes. Son agglomération concentre plus de la moitié de l'activité industrielle du pays, diversifiée autour des fonderies de fer, des pressoirs (huile de noix de coco), des manufactures de riz, des raffineries de sucre, des manufactures de tabac fabriquant cigares et cigarettes, du contreplaqué, du travail du cuir, de l'industrie de la chaussure, des textiles et des dérivés du chanvre.
L'industrie agro-alimentaire est ainsi l'un des secteurs employant le plus de personnes dans la ville, mais le tourisme est aussi une activité importante. Manille est l'une des plus importantes destinations touristiques du pays avec près d'un million de visiteurs par an. La plupart des destinations touristiques sont situées dans le quartier Intramuros de Manille, c'est-à-dire la vieille ville. Dans Manille se trouvent plusieurs bidonvilles notamment à Tondo.
En décembre 2016, lors d'une série d'opérations anti-drogue, les autorités ont fait la saisie de méthamphétamine d'une valeur de 115 millions d'euros. Le ministre de la Justice Vitaliano Aguirre affirme que c'est non seulement la plus grosse saisie de l'année, mais aussi la plus grosse dans l'histoire du pays .

## Transport

Plan du réseau ferré de Manille.

Les rues de Manille souffrent de très nombreux embouteillages chroniques. Les jeepneys sont les principaux transports collectifs. Ce sont de vieilles Jeeps de l'armée américaine, laissées sur place après la Seconde Guerre mondiale, qui ont été transformées en minibus très colorés mais aussi très polluants. Les Philippins utilisent aussi pour les courtes distances de nombreux tricycles comme taxi pouvant accueillir jusqu'à trois ou sept personnes. La ville comprend aussi de nombreuses voitures taxi.
Depuis le début des années 1970 et l'administration de Ferdinand Marcos, Manille dispose d'un réseau de métro léger aérien, le LRT, qui suit souvent les axes principaux de la ville. C'est l'un des premiers systèmes de transports collectifs ferroviaires urbains d'Asie du Sud-Est. Long d'environ 29 km il comporte 29 stations, sur deux lignes : la LRT-1 (Ligne verte), et la LRT-2 (Ligne bleue). La ville possède aussi une ligne de métro principalement aérienne, la MRT-3 (Ligne jaune), un service de train de banlieue avec la Philippine National Railways ainsi qu'un service de ferry sur la rivière Pasig.
La ville comporte 10 ponts sur la Pasig, 2 ponts ferroviaires et 8 ponts routiers (les ponts de Roxas, Jones, McArthur, Quezon, Ayala, Mabini, Padre Zamora et Lambingan). 
L'aéroport international Ninoy Aquino est situé à 8 km au sud-est du centre-ville. En octobre 1999, il a été équipé d'un second terminal et en août 2008, d'un troisième. Il est utilisé notamment par Philippine Airlines, Air Philippines, PAL Express, Cebu Pacific et KLM. Une partie de la base aérienne de Sangley à Cavite est ouverte aux vols privés à partir de 2019 et le nouvel aéroport international de Manille-Bulacan doit être construit par la San Miguel Corporation afin de désengorger l’aéroport Ninoy-Aquino.

## Jumelages
| Ville | Ville                | Pays | Pays                         | Période                     |
| ----- | -------------------- | ---- | ---------------------------- | --------------------------- |
|       | Acapulco             |      | Mexique                      |                             |
|       | Astana               |      | Kazakhstan                   |                             |
|       | Bangkok              |      | Thaïlande                    | depuis le 24 juin 1997      |
|       | Bucarest             |      | Roumanie                     |                             |
|       | Cali                 |      | Colombie                     |                             |
|       | Canton               |      | Chine                        |                             |
|       | Carthagène des Indes |      | Colombie                     |                             |
|       | comté de Maui        |      | États-Unis                   |                             |
|       | Fuzhou               |      | Chine                        | depuis le 1er décembre 2017 |
|       | Guam                 |      | États-Unis                   |                             |
|       | Haïfa                |      | Israël                       |                             |
|       | Honolulu             |      | États-Unis                   | depuis le 19 mars 1980      |
|       | Hô Chi Minh-Ville    |      | Viêt Nam                     |                             |
|       | Incheon              |      | Corée du Sud                 |                             |
|       | Jakarta              |      | Indonésie                    |                             |
|       | Jersey City          |      | États-Unis                   |                             |
|       | La Havane            |      | Cuba                         |                             |
|       | Laval                |      | Canada                       | depuis 1996                 |
|       | Lima                 |      | Pérou                        |                             |
|       | Los Angeles          |      | États-Unis                   |                             |
|       | Lyon                 |      | France                       |                             |
|       | Madrid               |      | Espagne                      |                             |
|       | Malaga               |      | Espagne                      |                             |
|       | Mexico               |      | Mexique                      |                             |
|       | Montréal             |      | Canada                       |                             |
|       | Moscou               |      | Russie                       |                             |
|       | New Delhi            |      | Inde                         |                             |
|       | Nice                 |      | France                       |                             |
|       | Osaka                |      | Japon                        |                             |
|       | Panama               |      | Panama                       |                             |
|       | Pusan                |      | Corée du Sud                 |                             |
|       | Pékin                |      | Chine                        |                             |
|       | Sacramento           |      | États-Unis                   |                             |
|       | San Francisco        |      | États-Unis                   | depuis 1981                 |
|       | Santa Barbara        |      | États-Unis                   |                             |
|       | Santiago             |      | Chili                        |                             |
|       | Seberang Perai       |      | Malaisie                     |                             |
|       | Shanghai             |      | Chine                        | depuis 1983                 |
|       | Sydney               |      | Australie                    |                             |
|       | Taichung             |      | République de Chine (Taïwan) |                             |
|       | Taipei               |      | République de Chine (Taïwan) | depuis 1966                 |
|       | Takatsuki            |      | Japon                        |                             |
|       | Téhéran              |      | Iran                         |                             |
|       | Winnipeg             |      | Canada                       |                             |
|       | Yokohama             |      | Japon                        |                             |

## Personnalités liées à la ville
- Miguel López de Legazpi (1502-1572), conquistador espagnol, gouverneur général des Philippines, qui « fonda » la ville au XVIe siècle
- Limahong, pirate chinois, qui tenta de prendre la ville
- Dom Justo Takayama, samouraï baptisé qui mourut en exil à Manille
- saint Lorenzo Ruiz, protomartyr
- Jiří Josef Camel, frère jésuite, missionnaire, botaniste
- Pablo Clain, prêtre jésuite, missionnaire, écrivain, pharmacien, botaniste, il est l'auteur du premier dictionnaire de tagalog
- mère Ignacia del Espíritu Santo (1663-1748), religieuse catholique, fondatrice de la congrégation des Religieuses de la Vierge Marie, vénérable
- mère Isabel Larrañaga Ramírez (1836-1899), en religion Mère Isabelle du Cœur de Jésus, religieuse, fondatrice, vénérable
- José Burgos (1837-1872), prêtre, porte-parole des indigènes philippins
- José Rizal (1861-1896), poète, romancier, médecin ophtalmologue et héros national philippin
- Felipe Agoncillo (1859-1941), député, premier diplomate philippin
- Marcela Agoncillo (1859-1946), épouse du précédent, héroïne de l'indépendance
- José P. Laurel (1891-1959), président de la république des Philippines
- Natividad Almeda-López (1892-1977), féministe et magistrate philippine
- Josefa Llanes Escoda (1898-1945), suffragette
- Gustaf Gründgens (1899-1963), acteur et metteur en scène allemand
- Mgr Rufino Jiao Santos (1908-1973), archevêque de Manille, cardinal
- Diosdado Macapagal (1910-1997), vice-président, président des Philippines
- William R. Desobry (1918-1996), lieutenant général (US Army), actif à Bastogne à la bataille des Ardennes
- Mgr Jaime Sin (1928-2005), archevêque de Manille (1974-2003), cardinal
- Imelda Marcos (née en 1929), épouse du président Ferdinand Marcos
- Mgr Gaudencio Rosales (né en 1932), archevêque de Manille, cardinal
- Fernando Poe Jr. (1939-2004), acteur et homme d'état
- Maggie de la Riva (née en 1942), actrice et mannequin
- Gloria Macapagal-Arroyo (1947), femme politique, députée, vice-présidente, présidente des Philippines (2001-2010), présidente de la chambre des représentants
- Mgr Jose Advincula (1952), archevêque de Manille (2021-), cardinal
- Gina Lopez (1953-2019), femme politique, secrétaire du département de l'environnement et des ressources naturelles, présidente de la commission de la réhabilitation de la rivière Pasig
- Lani Maestro (1957), artiste canadienne d'origine philippine née à Manille ;
- Mgr Luis Antonio Tagle (1957), prêtre, archevêque de Manille (2011-2019), cardinal
- Lea Salonga (1971), actrice, chanteuse et mannequin
- Risa Hontiveros (1966), journaliste, activiste et femme politique née à Manille.
- Karen Ibasco (1990), physicienne, élue Miss Terre en 2017.
- Billy Crawford (1982), chanteur et animateur de télévision né à Manille.
- Benigno Aquino III (1960-2021), homme politique, président des Philippines (2010-2016).
- Bongbong Marcos (1957-), homme politique philippin ne à Manille, président des Philippines (2022-).